# Râul Bandău
Râul Bandău este un curs de apă, afluent al râului Someșul Mic. 